# Tierras de Nadie
Las Tierras de Nadie son un lugar ficticio que pertenece al legendarium creado por el escritor británico J. R. R. Tolkien y que aparece en su novela El Señor de los Anillos. Fueron atravesadas por Frodo Bolsón y Sam Gamyi en su viaje a Mordor y constituyen una región abrasada por la ira y la maldad de Sauron.
La gran extensión de tierra que hay entre las Ciénagas de los Muertos y las puertas de Mordor se denominaban, en la Tercera Edad del Sol, Tierras de Nadie (No-Man lands en inglés o Uvanwaith en sindarin). De límites imprecisos, se extienden hacia el sur y este de las ciénagas y al este de Nindalf o Cancha Aguada e Ithilien. Tienen como límite sur el Morannon y, posiblemente, gran parte de las laderas septentrionales de las Ered Lithui; y como límite norte el “Llano de la Batalla” o Dagorlad.
Pertenecientes, originalmente, a los Hombres del Norte, descendientes de los edain, quienes la ocuparon desde mediados de la Segunda Edad del Sol (junto a todos los territorios al sur del Bosque Negro); fueron ganadas, poco a poco, por Sauron desde la construcción de Barad-dûr (cerca del 1600 S. E.), perdiéndose definitivamente tras las invasiones de los aurigas en la Tercera Edad del Sol.
Se trataba de una región de tierras desoladas de “(…)largas cuchillas, desnudas y despiadadas…”, que se hacían más altas a medida que se acercaban a las montañas de Mordor; desde las que “(…)nacían grandes contrafuertes y colinas anfractuosas…” A Frodo, Sam y Gollum, que las atravesaron durante dos días, les parecía que el “(…)aire se había vuelto más áspero, cargado de un vapor acre que los sofocaba y les secaba la boca…” Ya cerca del Morannon, las Tierras de Nadie se convertían en algo más horripilante aún, con altos “(…)túmulos de roca triturada y pulverizada, grandes conos de tierra calcinada y manchada de veneno, que se sucedían en hileras interminables…”, es decir un inmenso depósito de sedimentos volcánicos expulsados por el Orodruin.
Por allí cruzaron Frodo, Sam y Gollum, luego de abandonar las ciénagas, en la búsqueda de una entrada a Mordor, y muy cerca de las puertas se escondieron en un “(…)foso enorme y casi circular que se elevaba en el oeste en un terraplén. Estaba frío y muerto y un cieno viscoso y multicolor rezumaba en el fondo. En ese agujero maligno se amontonaron, esperando que la sombra los protegiera de las miradas del Ojo…”. Y allí, en dos colinas de escombros, levantadas por los orcos de Mordor; se asentaron las tropas de Aragorn en la batalla final ante las Puertas Negras.

## Etimología
Su nombre en sindarin es Uvanwaith, compuesto por el prefijo negativo _Û_ que significa, “sin”, “no”; el pronombre de origen Quenya _man_, que significa “quien” pero con lenición: _û_ más _man_ > *_úman_ > _úvan_. La _u_ se acortaría en la palabra compuesta por ser una sílaba átona. Y waith > gwaith (lenición): “Tropa”, “Hueste”, “Regimiento”, por extensión, “gente”, “pueblo” “cofradía”; raíz WEG.